# Gilbert Hamilton (1867–1945)
Gilbert Hugo Vilhelm Hamilton, född 2 juni 1867 på Hjälmsäter i Medelplana socken, död 8 februari 1945 i Linköping, var en svensk greve, militär och godsägare. Han var son till Gilbert Hamilton och far till Hugo Hamilton.
Efter mogenhetsexamen i Skara 1886 blev Hamilton underlöjtnant vid Livregementets husarer 1888 och löjtnant 1897, tjänstgjorde som ordonnansofficer vid Tredje arméfördelningens stab 1897–1900, blev ryttmästare i reserven 1906 och lämnade krigstjänsten 1921. Från 1905 innehade han släktgodset Blomberg, där han gjorde sig känd som en framstående jordbrukare och 1921–1935 var föreståndare för mejeriskolan. Hamilton var en av Sveriges främsta hästuppfödare och bland annat ordförande i Avelsföreningen för svenska ardennerhästen 1913–1928, och ägnade även stort intresse åt svinavel. I Skaraborgs läns hushållningssällskap, där han 1907 blev ledamot av förvaltningsutskottet, utsågs han 1914 till ordförande efter sin far och upprätthåll de Hamiltonska traditionerna. År 1923 erhöll Hamilton sällskapets stora guldmedalj och utsågs vid sin avgång från ordförandeposten 1930 till hedersledamot. Han invaldes som ledamot av Lantbruksakademin 1916. Hamilton blev 1914 riddare av Vasaorden, 1915 av Svärdsorden och 1920 av Nordstjärneorden. Han är begraven på Husaby kyrkogård.